# یواس‌اس گالن (۱۸۸۰)
یواس‌اس گالن (۱۸۸۰) (به انگلیسی: USS Galena (1880)) یک کشتی بود که طول آن ۲۱۶ فوت (۶۶ متر) بود. این کشتی در سال ۱۸۷۹ ساخته شد.